# Sandżak Smedereva

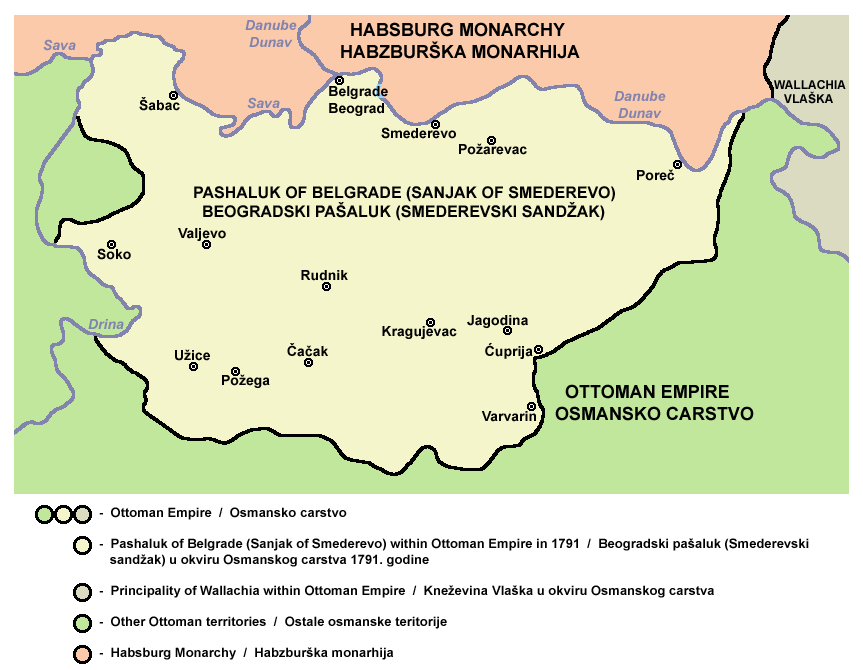
Sandżak Smedereva (paszałyk belgradzki) w 1791 roku

Sandżak Smedereva (serb. Смедеревски санџак, Smederevski sandžak; tur. Semendire Sancağı), zwany też Paszałyk belgradzki (tur. Belgrad Paşalığı) – osmańska jednostka administracyjna (sandżak), która istniała od XV wieku do połowy wieku XIX na ziemiach serbskich. 
Jednostka ta była ulokowana na terytorium obecnej Serbii Centralnej (Serbia). Okręg ten był częścią Ejaletu Rumelii w latach 1459-1541, ponownie 1716 -1717 oraz 1739-1817 (oficjalnie do 1830 roku). Jako część Ejaletu Budiny występował w latach 1541-1686, a jako część Ejaletu Temeșvary - w latach 1686-1688 i ponownie w latach 1690-1716.

## Rewolucja serbska
W latach 1804–1815 doszło do dwóch serbskich powstań narodowych. W ich wyniku władze tureckie zgodziły się na secesję Serbów, którzy w 1815 roku utworzyli Księstwo Serbii z Milošem I Obrenoviciem posiadającym dziedziczny tytuł księcia. W 1830 Serbia uzyskała autonomię w ramach Imperium Osmańskiego.